# Jimmy Owens
Jimmy Owens (* 9. prosince 1943 New York) je americký jazzový trumpetista. Koncem šedesátých let byl členem rockové skupiny Ars Nova. Mimo několika alb, která vydal pod svým jménem, hrál na albech mnoha jiných hudebníky, mezi něž patří například Joe Zawinul, Archie Shepp, Yusef Lateef, Dizzy Gillespie, Milt Jackson nebo Kenny Burrell. V roce 1973 hrál na albu Spectrum bubeníka Billyho Cobhama. V roce 2012 získal ocenění NEA Jazz Masters.